# Casa Juncosa
La casa Juncosa está situada en el número 78 de la rambla de Cataluña en Barcelona.
Encargada por Evarist Juncosa al arquitecto modernista Salvador Vinyals (1847-1926), quien hizo el proyecto en 1909.
La fachada realizada en piedra es de una simetría completa, resaltando la tribuna del piso principal con los balcones y la ornamentación del remate del edificio, todo ello con elementos escultóricos de tipo vegetal.
La puerta de entrada presenta un arco trilobulado con dos hojas de madera, con adornos tallados. Existen unos vitrales policromados en el hueco de la escalera.